# Shire of Upper Gascoyne
Shire of Upper Gascoyne is een lokaal bestuursgebied (LGA) in de regio Gascoyne in West-Australië. Shire of Upper Gascoyne telde 170 inwoners in 2021. De hoofdplaats is Gascoyne Junction.

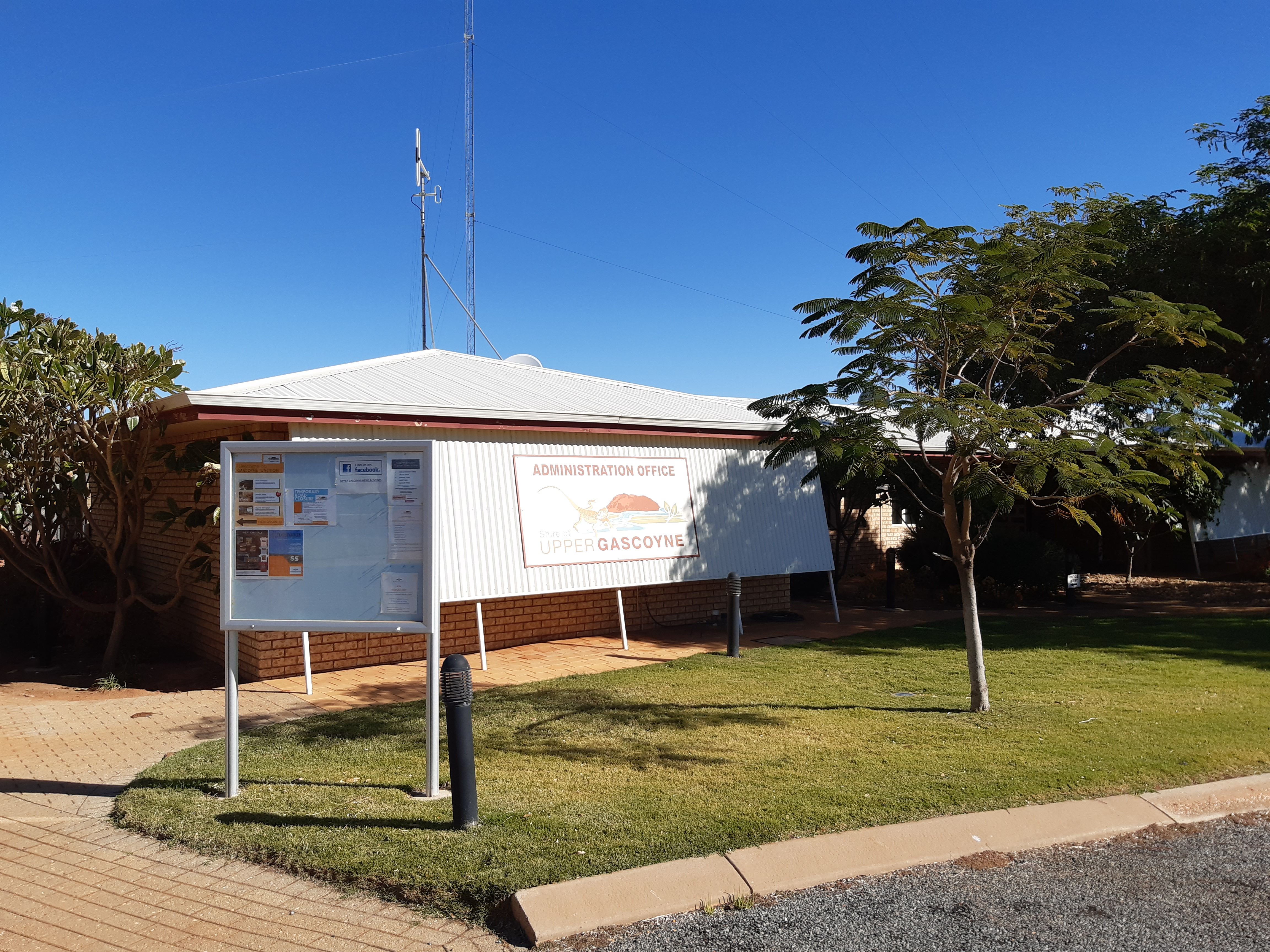
Kantoor Shire of Upper Gascoyne in juli 2020

## Geschiedenis
Op 10 februari 1887 werd het 'Upper Gascoyne Road District' opgericht. Ten gevolge de 'Local Government Act' van 1960 veranderde het district van naam en werd op 23 juni 1961 de 'Shire of Upper Gascoyne'.

## Beschrijving
'Shire of Upper Gascoyne' is een district in de regio Kimberley. De hoofdplaats is Gascoyne Junction. Het district is ongeveer 50.000 km² groot en ligt 1.000 kilometer ten noorden van de West-Australische hoofdstad Perth. De belangrijkste economische sectoren zijn de extensieve veeteelt, de mijnindustrie en het toerisme.
Het district telde 170 inwoners in 2021, tegenover 425 in 2001. Ongeveer 55 % van de bevolking is van inheemse afkomst.

## Plaatsen, dorpen en lokaliteiten
- Burringurrah
- Gascoyne Junction
- Woodgamia

## Nationale parken
- nationaal park Kennedy Range
- nationaal park Mount Augustus